# Вбивце, ваш вихід!
«Вбивце, ваш вихід!» (англ. Enter a Murderer) — другий детективний роман Найо Марш із серії про старшого інспектора Скотленд-Ярду Родеріка Аллейна і перший роман Марш, де тлом для дії став театр. Уперше видало видавництво Geoffrey Bles 1935 року. Жодного разу не екранізовано, але поставлено в театрі. Роман є класикою Золотої доби детективного жанру, його високо цінують літературні критики. Його називають одним із найкращих ранніх творів письменниці. Роман подобався Ф. Д. Джеймс.

## Сюжет
Роман починається з 25 травня, коли актор Артур Сюрбонадьє (справжнє прізвище Саймс), незадоволений розподілом ролей у спектаклі «Щур і Бородань», що ставиться в театрі «Єдиноріг», відвідує свого дядька Джейкоба Сейнта. Це невдоволення переростає у сварку, Сюрбонадьє намагається йти на шантаж, проте дядько сам йому погрожує. Все це чув слуга.
Далі дія продовжується 7 червня, на вечірці, присвяченій прем'єрі вистави «Щур і Бородань», що проходила на квартирі актора Фелікса Гарднера. Там уперше з'являються майже всі головні дійові особи: стара Сьюзен Макс, Джанет Емерелд, Стефані Вон (вона і Фелікс Гарднер зустрічаються, проте в міс Вон закоханий без взаємності Артур Сюрбонадьє), Дж. Берклі Крамер, Дульсі Дімер, Говард Мелвілл, а також там були Артур Сюрбонадьє та Джейкоб Сейнт. Ще присутній Найджел Батгейт, журналіст (друг старшого інспектора Скотленд-Ярду Родеріка з моменту вбивства у Франтоці). Всі, потай або відкрито, відчувають неприязнь до Сюрбонадьє; особливо Дж. Берклі Крамер, який мав відігравати роль Щура, але її віддали Сюрбонадьє. Драматург Джордж Сімпсон починає розмову про тяганину з револьвером. На його думку, не дуже переконливо виглядало, коли в третьому акті Гарднер-Щур вистрілив у Сюрбонадьє-Бороданя впритул і той упав мертвим. Револьвер належить Гарднеру, якому дістався від старшого брата у спадок.
Вранці 14 червня, після тижня аншлагу на «Щурі та Бородані», Фелікс Гарднер надіслав Найджелу Батгейту в подарунок два квитки в партер. Анжели Норт, любовного інтересу Батгейта з першої книги, у місті не було (вона не з'являється у романі), і Батгейт запросив із собою на спектакль Родеріка Аллейна.
Ближче до вечора того ж таки 14 червня Артур Сюрбонадьє з'явився на квартиру Стефані Вон і освідчився їй. Це відбувалося не вперше. Стефані Вон каже, що зараз вона «вся на нервах», і не здатна будь-кого любити. Сюрбонадьє уїдливо запитує: «Навіть Фелікса Гарднера?». Сюрбонадьє вирішує, що Гарднер його відтіснив. Стефані Вон робить помилку, натякнувши, що згодна стати дружиною Сюрбонадьє, але не зараз. Сюрбонадьє намагається її зґвалтувати, але приходить Фелікс Гарднер.
О 7:10 вечора (ймовірно, все того ж 14 червня, тому що точної дати не позначено) всі актори (за винятком старої Сьюзен Макс, яка виходила на сцену лише в третьому акті, а тому й приходила на 8 годину) були в театрі. У цей час до службового входу на сцену театру «Єдиноріг» підійшли Батгейт та Аллейн. Вони назвалися брамнику Блеру. Старий прийняв їхні візитні картки і зайшов до театру, і, коли вийшов, дозволив гостям пройти всередину. Він провів їх до Фелікса Гарднера в гримерку. Там також був Дж. Берклі Крамер. Почалася розмова про професію Аллейна. Крамер покинув гримерку, коли хтось прокричав: "Увага, півгодини! Увага, півгодини! ", оскільки він ще не гримувався, а саме він першим з'являється на сцені у виставі. На зміну Крамеру прийшов трохи п'яний Артур Сюрбонадьє, але невдовзі він пішов. Коли гримування Гарднера було закінчено, і він був готовий будь-якої миті вийти на сцену, всі перейшли до гримерної Стефані Вон. Коли почалася розмова про книги про злочинців, увірвався Сюрбонадьє. Між ним і Гарднером почалася сварка (яку спричинив Сюрбонадьє), і Аллейн із Батгейтом поспіхом вийшли. Коли вони йшли вузьким коридором до сцени, до театру прийшла Сьюзен Макс.
У третьому акті на сцені опинилися Гарднер, Сюрбонадьє та міс Вон. Бородань (Сюрбонадьє) тримав Гарднера на прицілі револьвера, між їхніми персонажами почалася бійка, і револьвер опинився в руках Каррутерса (Гарднер). Той не став зволікати і вистрілив у Бороданя. Як пізніше виявилося, хтось навмисно замінив муляжі куль у револьвері справжніми, і постріл став фатальним. Артур Сюрбонадьє падає мертвим. Інспектор Аллейн розпочинає розслідування.

## Рецензії

### Observer(Torquemada, 3 березня 1935)
|  | Ще одного актора вбито всерйоз під час гри в «убивцю», і цього разу втрата незначна і швидше сприятлива. Це не означає, що є щось неприйнятне про таємницю міс Марш, яка є оригінальною та пов'язаною. Пані Марш пише зі знанням театру, і робить це знання цікавим; вона ліберально до підозрюваних, від власника театру до бідних старих реквізитів. Вітаємо її з найнесподіванішим із фінальних акордів, і сподіваємося, що вона обговорить із епіграматичним детективом-інспектором Аллейном, C. I. D., про такі фрази, як: «Aw hell, buddy». Оригінальний текст (англ.) Yet another theatrical has been murdered in earnest while playing the murderee, and this time the loss is no one’s. This does not mean that there is anything derivative about Mr. Marsh’s mystery, which is original and well-knit. Mr. Marsh writes with knowledge of the theatre, and makes that knowledge interesting; he is liberal with suspects, from the owner of the theatre down to poor old Props. We congratulate him on the slickest of final curtains, and hope he will reason with epigrammatic Detective-Inspector Alleyn, of the C.I.D., about such phrases as: ‘Aw hell, buddy.’ |